# Richard Nakasone
Richard Nakasone (ur. 9 sierpnia 1994) – mikronezyjski zapaśnik walczący w obu stylach. Mistrz igrzysk mikronezyjskich w 2014 i drugi w 2018. Złoty i srebrny medalista mistrzostw Oceanii w 2015 roku.